# بیداری ایران
بیداری ایران نام کتابی از شیرین عبادی برنده جایزه صلح نوبل از ایران است. عبادی در این کتاب خاطرات خود از انقلاب ایران (۱۳۵۷) و جنگ ایران و عراق را شرح داده است. در این کتاب علل موفقیت اسلام گرایان در گرفتن قدرت سیاسی در ایران و نیز وضعیت مردم ایران بعد از انقلاب اسلامی نوشته شده‌است.